# CowParade

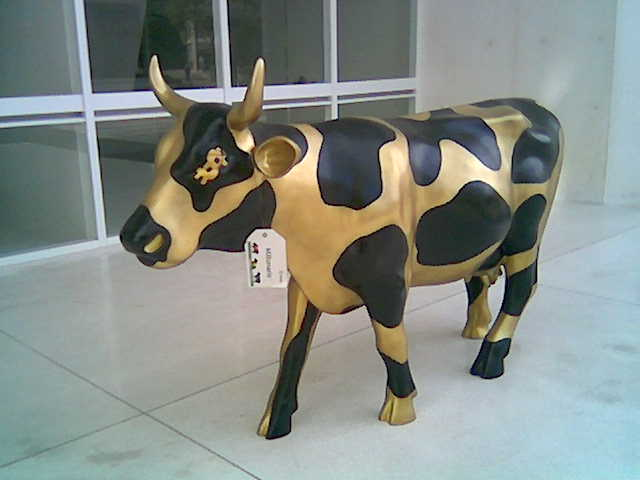
La Vaca Millonaria de Mexico.

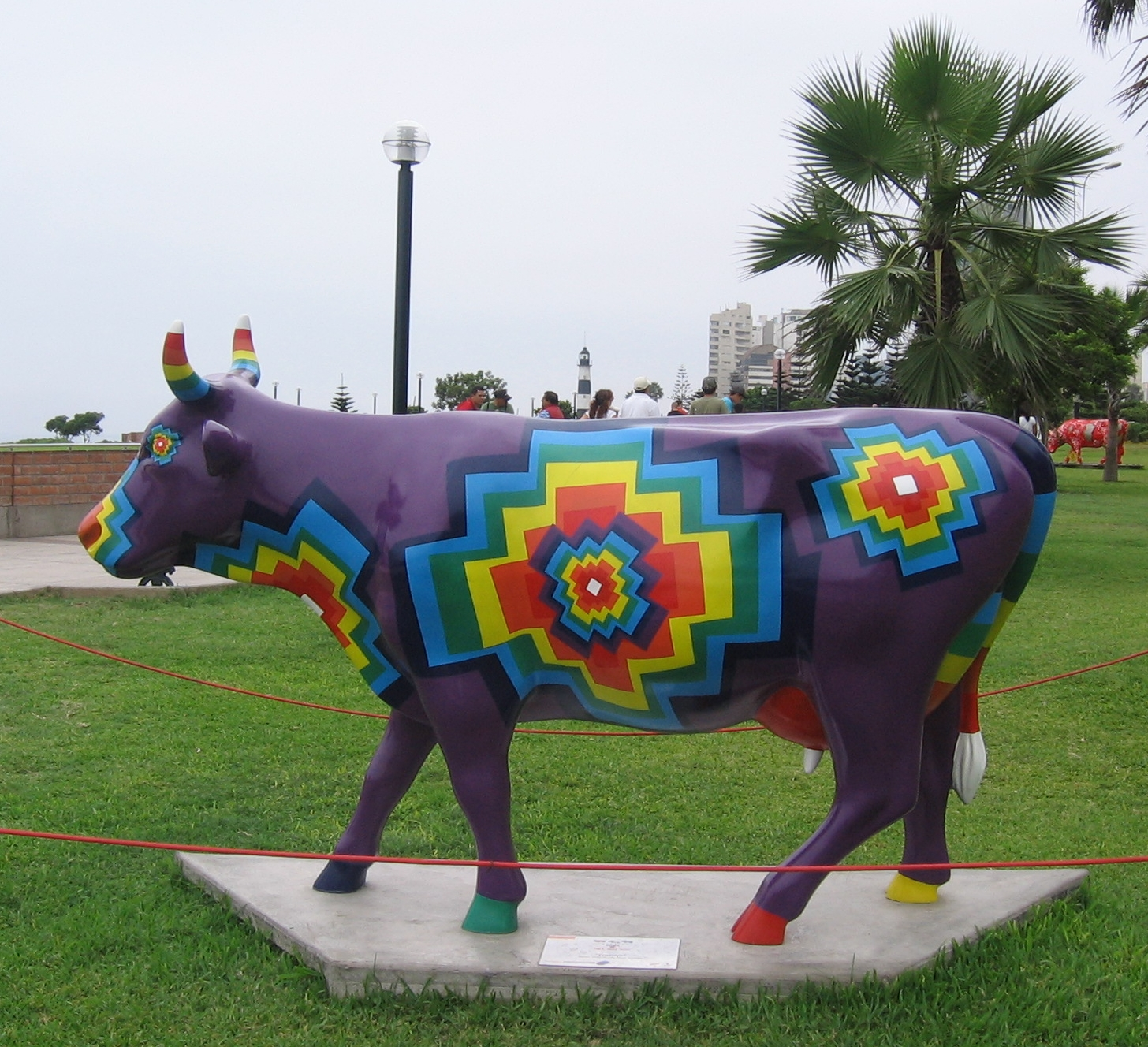
CowParade à Lima.

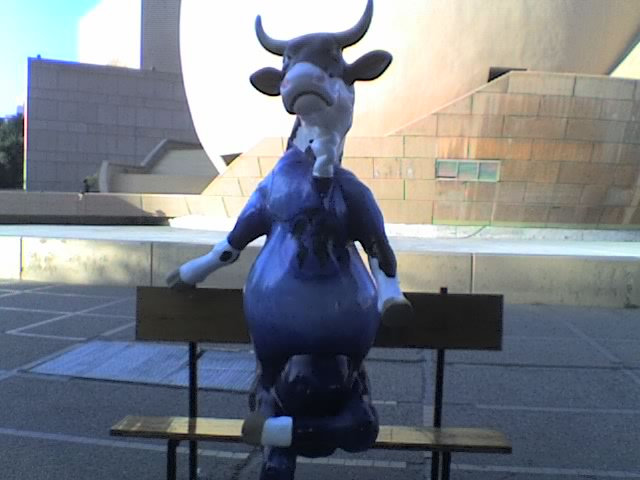
El Chico de la banca (Le gars sur le banc) à Tijuana.

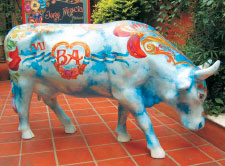
Vaca Fileteada de Buenos Aires.

La CowParade, ou Vach'Art en français, est une exposition artistique publique qui se tient ou s'est tenue dans diverses villes autour du monde.
Elle consiste en l'exposition de sculptures de vaches en fibre de verre réparties dans les centres-villes dans des lieux publics comme des stations de métros, des avenues ou des parcs. Livrées blanches, elles sont décorées par les artistes locaux et des créateurs de la mode, qui utilisent souvent des dessins et des motifs spécifiques aux cultures locales.
Après chaque exposition, qui dure plusieurs mois, les vaches sont vendues aux enchères et les profits donnés à des organisations caritatives.
Les vaches comportent peu de variations et les trois formes les plus communes furent créées par Pascal Knapp, un sculpteur suisse chargé spécifiquement par l'organisation de la CowParade de la création des sculptures. C'est à Chicago que le concept commença à avoir une renommée internationale : l'homme d'affaires Peter Hanig, soutenu par Lois Weisberg de l'agence des affaires culturelles de la ville, organisa l'événement à Chicago en 1999. L'exposition des vaches (Cows on Parade) attira un million de visiteurs.

## Villes ayant reçu l'exposition
Amériques
| - Bélem, Brésil (2016) - Porto Alegre, Brésil (2010) - Mexico, Mexique (2006) - Buenos Aires, Argentine (2006) - Madison, États-Unis (2006) - Boston, États-Unis (2006) - Denver, États-Unis (2006) | - São Paulo, Brésil (2005 et 2010) - Portland, États-Unis (2005) - Harrisburg, États-Unis (2004) - West Hartford, États-Unis (2003 et 2007) - Atlanta, États-Unis (2003) - Las Vegas, États-Unis (2002) - San Antonio, États-Unis (2002) | - Houston, États-Unis (2001) - Kansas City, États-Unis (2001) - New York, États-Unis (2000 et 2021) - Stamford, États-Unis (2000) - West Orange, États-Unis (2000) - Chicago, États-Unis (1999) |

Europe
| - Barcelone, Espagne (2005) - Bordeaux, France (2010) - Bratislava, Slovaquie (2005) - Bruxelles, Belgique (2003) - Bucarest, Roumanie (2005) - Deauville, France (2017) - Dinard, France (2017) - Dublin, Irlande (2003) - Édimbourg, Écosse (2006) - Florence, Italie (2005) - Genève, Suisse (2005) | - Île de Man (2003) - La Baule-Escoublac, France (2017) - Lisbonne, Portugal (2006) - Londres, Angleterre (2002) - Manchester, Angleterre (2004) - Marseille, France (2007) - Milan, Italie (2007) - Monaco (2005) - Moscou, Russie (2006) | - Paris, France (2006) - Prague, République tchèque (2004) - Stockholm, Suède (2004) - Toulouse, France (2012) - Varsovie, Pologne (2005) - Ventspils, Lettonie (2002) - Vigo, Espagne (2007) - Valenciennes, France (2013) |

Afrique / Asie / Australie
| - Sydney, Australie (2002) - Tōkyō, Japon (2005) - Afrique du Sud (2004) - Auckland, Nouvelle-Zélande (2003) - Tunis, Tunisie (2010) . |

## Œuvres en France et à Monaco
- à Paris, 150 œuvres :
  - Cow Around the Clock : imaginée par Christian Ghion, designer et architecte d'intérieur et réalisée par Basile Huez, designer et architecte d'intérieur et Benjamin Tortiger, designer et architecte d'intérieur, une vache sur laquelle est peinte un labyrinthe à base des douze chiffres des heures.
  - Dites-le avec des fleurs, réalisée par Frédéric Périnon, une vache bucolique, un champ d'adventices sur ciel bleu.
  - Geneviève, décorée par Sandrine Courau et imaginée par Patrick Frey, un clin d'œil au tissu créé dans les années 1930 par sa mère.
  - Le Goût du naturel, réalisée par Jean-Pierre Aldebert, une vache vert pomme avec de grandes fleurs de marguerites, des bottes vertes, des cornes dorées, un pis et des lèvres roses.
  - Le Temps de la séduction, réalisée par Chantal Thomass, un hommage à la féminité.
  - Pop Art, réalisée par le collectif Mina Lanuzzi
  - Vacca Sacra, parée comme une diva dans un esprit baroque avec de nombreux bijoux, œuvre réalisée par Christian Lacroix.
- à Marseille, 63 œuvres :
  - Manhattan Cow, réalisée par Guy Tempier, une vache noire vernie, représentant une voiture américaine symbolisant l'activité de l'importateur Manhattan Cars, à la consommation écologique Unleaded Milk Only !!
- à Bordeaux, 58 œuvres
- à Monaco, 50 œuvres, dont Moya peint tout ce qui bouge (tout l'univers de l'artiste) par Patrick Moya

## Évolution
En France, en 2017, la CowParade inaugure un nouveau concept de la manifestation lié au cinéma. Le Groupe Barrière et Haute-Tension, détenteur des droits en France, lancent "La CowParade fait son cinéma"  et exposent 42 œuvres pendant six mois dans trois villes où ont lieu des festivals de cinéma: Deauville (Festival du cinéma américain de Deauville), Dinard (Festival du film britannique de Dinard) et La Baule-Escoublac. Des artistes et des stars de cinéma participent à la création des vaches, vendues ensuite aux enchères au profit de l'association Rêve de cinéma. L'emblème est réalisé par Armand Langlois
Artistes et stars participants:
• Michael Cailloux 
• Olivier Dassault
• Feug
• Jérôme François
• Armand Langlois
• Tristan Langlois
• Philippe Leray
• Jérémy Mariez
• Richard Orlinski
• Catherine Riff
• SID
• Eric Vogel
• Pierre Ziegler
• Michou
• Gonzague Saint Bris
• Lambert Wilson
• Aure Atika, Bruno Solo et Danièle Thompson avec Tristam
• Luana Belmondo avec Brigitte Bonnet
• Emmanuelle Bercot avec Michaël Cailloux
• Elie Chouraqui avec Françoise Vallée Tuset
• Cyrielle Clair avec Sylvie Barco
• Mireille Darc et Lisa Azuelos avec Chantal Delalande de Villèle
• Anny Duperey avec l’Atelier Une
• Michel Drucker avec Oria
• Philippe Duquesne et Patrice Laffont avec Christophe Ossard
• Manuel Gélin avec Valeria Attinelli
• Marc-Olivier Fogiel avec l’Atelier Une
• Laurent Kerusoré avec Edouard Merzouk
• Philippe Labro avec Jérôme François
• Amandine Gallienne avec Candice Lartigue
• Gabrielle Lazure avec Francky Boy
• Michel Leeb avec Michel Loeb
• Bernard Montiel avec Mehdi Bellivier
• Pierre-Loup Rajot avec Leina Picto

## Voir aussi

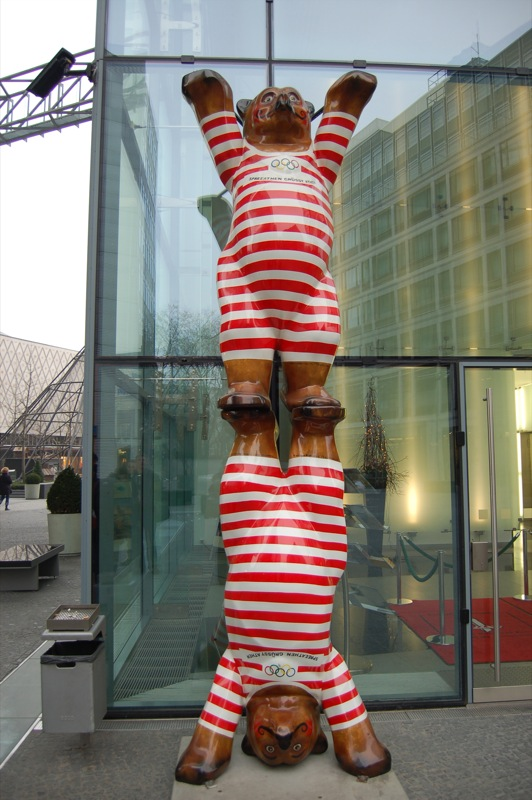
Deux Buddy Bears au 21 Kurfürstendamm à Berlin.